# Museum of New Zealand Te Papa Tongarewa
A Museum of New Zealand Te Papa Tongarewa Új-Zéland nemzeti múzeuma Wellingtonban, az ország fővárosában. Széles körben elfogadott és alkalmazott köznapi elnevezése Te Papa (maori nyelven „A hely”), vagy ennek angol változata, Our Place. Teljes nevének maori nyelvű részét az „E föld kincseinek helye” kifejezéssel lehet megközelítőleg lefordítani. Az 1998-ban megnyílt rendkívül modern épületben helyet kapott múzeum működési elvei is kiemelkedően korszerűek, és mint ilyenek, sok vitát váltottak ki. A múzeum nagy hangsúlyt helyes az ország kettős – maori és európai eredetű – kultúrájának – bemutatására, a gyűjtemények multidiszciplináris bemutatására, valamint arra, hogy az – ingyenesen látogatható, az év minden napján nyitott – múzeum a lakosság igazi találkozóhelyeként is funkcionálhasson.
A múzeum honlapján keresztül több mint fél millió kiállítási tárgyról érhető el információ; több mint 30 000 nagy felbontású kép tölthető le, természetesen ingyen. 
2013-ban az intézmény vezetősége bejelentette, hogy a múzeum bemutatóit két részre bontják: attól fogva az egyik rész a múlttal, a másik pedig a jövővel foglalkozik.

## Története
A múzeum legrégebbi elődje az 1865-ben alapított Colonial Museum („Gyarmati Múzeum”) volt, (alapító igazgatója James Hector) a városnak a múzeumról elnevezett utcájában (Museum Street). Az 1930-as évek derekán, amikor Új-Zéland már domíniumi státuszt élvezett, a múzeum új nevet kapott és új épületbe is költözött (New Zealand Dominion Museum), együtt az akkoriban létrejött nemzeti galériával (National Art Gallery of New Zealand).

## Épülete
Az új múzeum felépítéséről a Museum of New Zealand Te Papa Tongarewa Act 1992 nevű törvény döntött. Az 1998-ban megnyílt hat szintes, 34 000 négyzetméteres modern épület a Wellington Harbour kikötő-öböl partján fekszik, a főváros reprezentatív tengerpartján; bejárata a Cable Streetről nyílik.
Az épület helyén egy modern, öt emeletes szálloda állt. Ezt elválasztották alapjaitól és síneken 200 méterrel odébb szállították; ma a Museum Art Hotel működik benne.
A múzeum épületét Új-Zélandon kifejlesztett módszerrel, acél-ólom-gumi kombinációval kialakított földrengésbiztos alapokra emelték.

### Képek a múzeum belső teréről

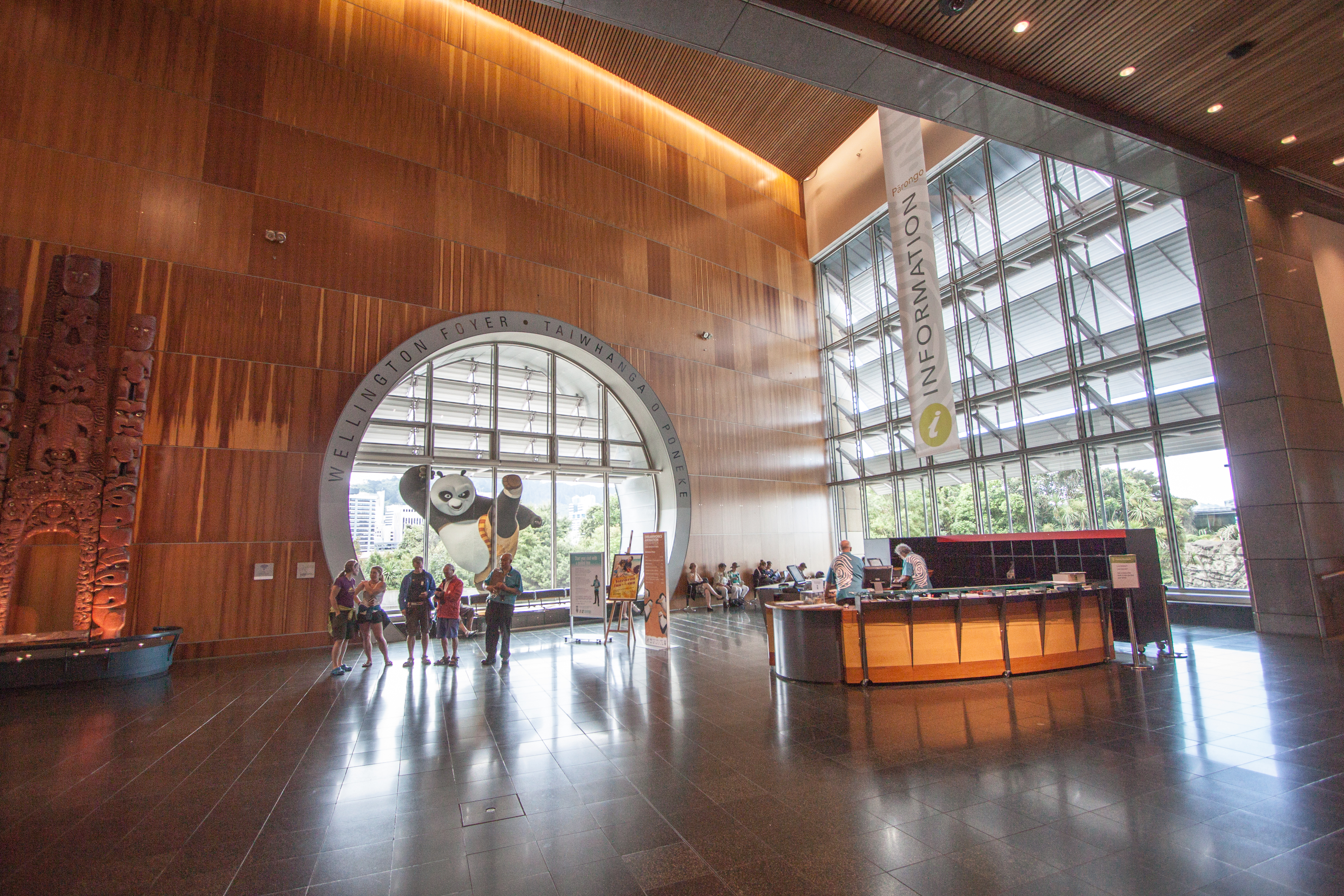
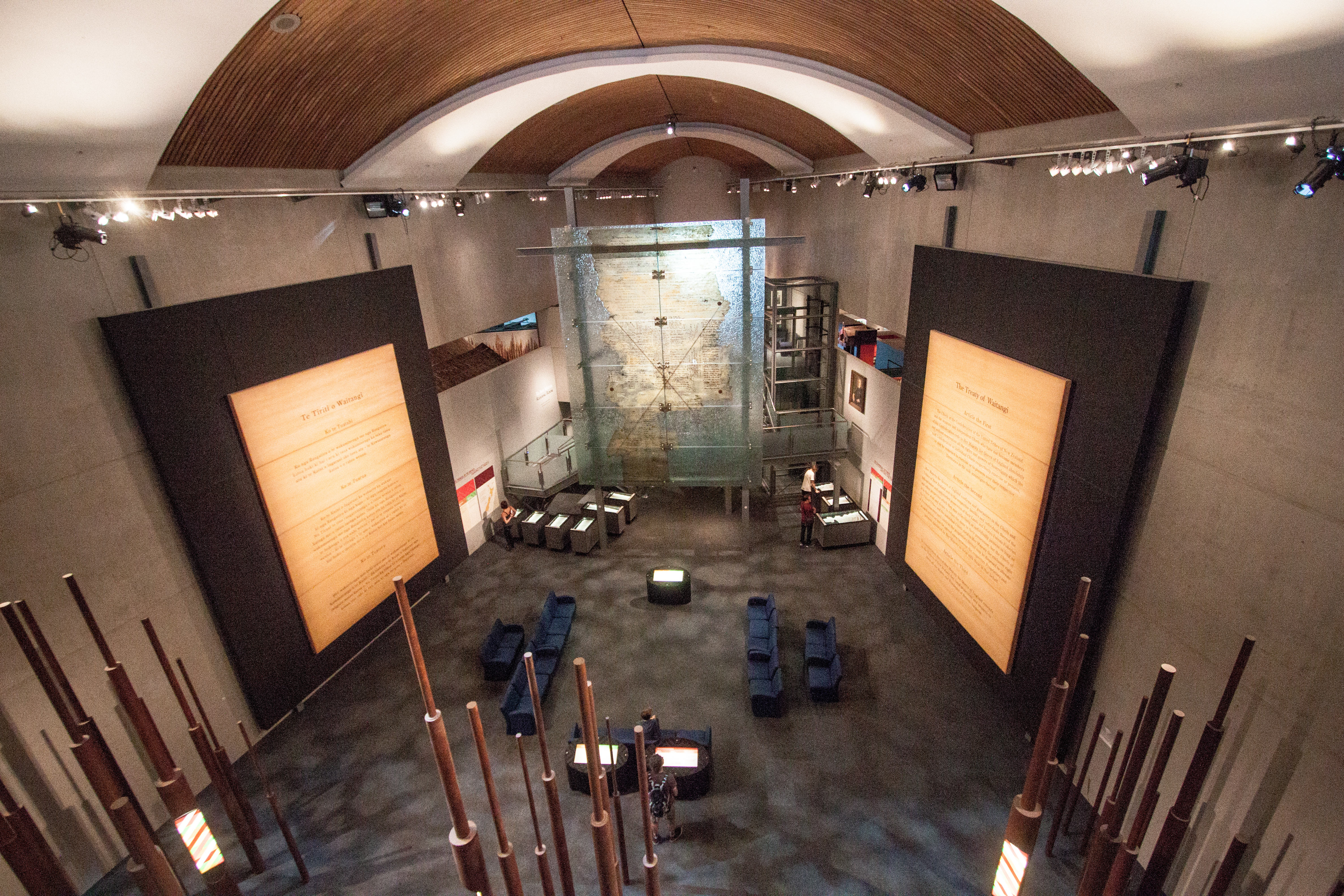
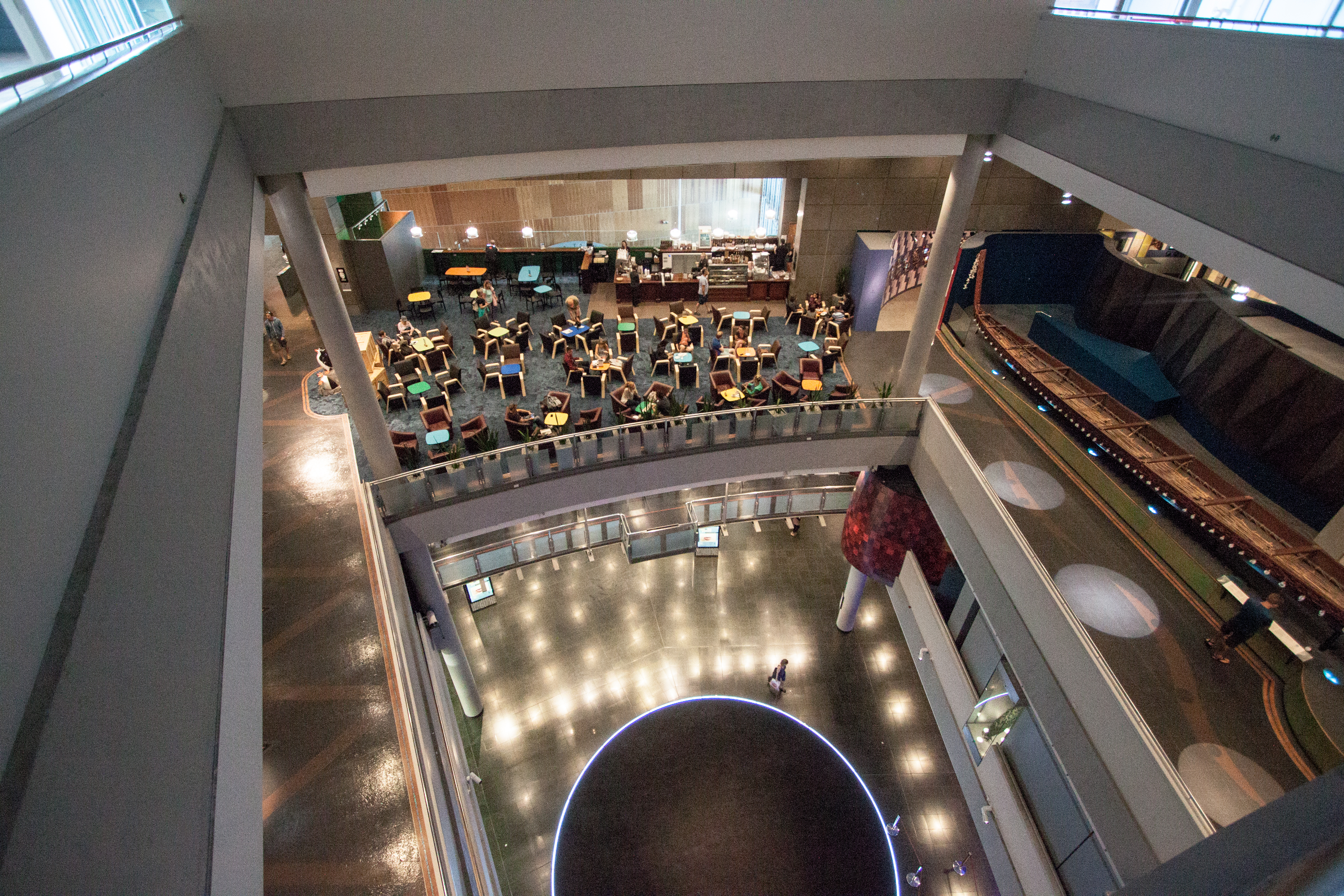
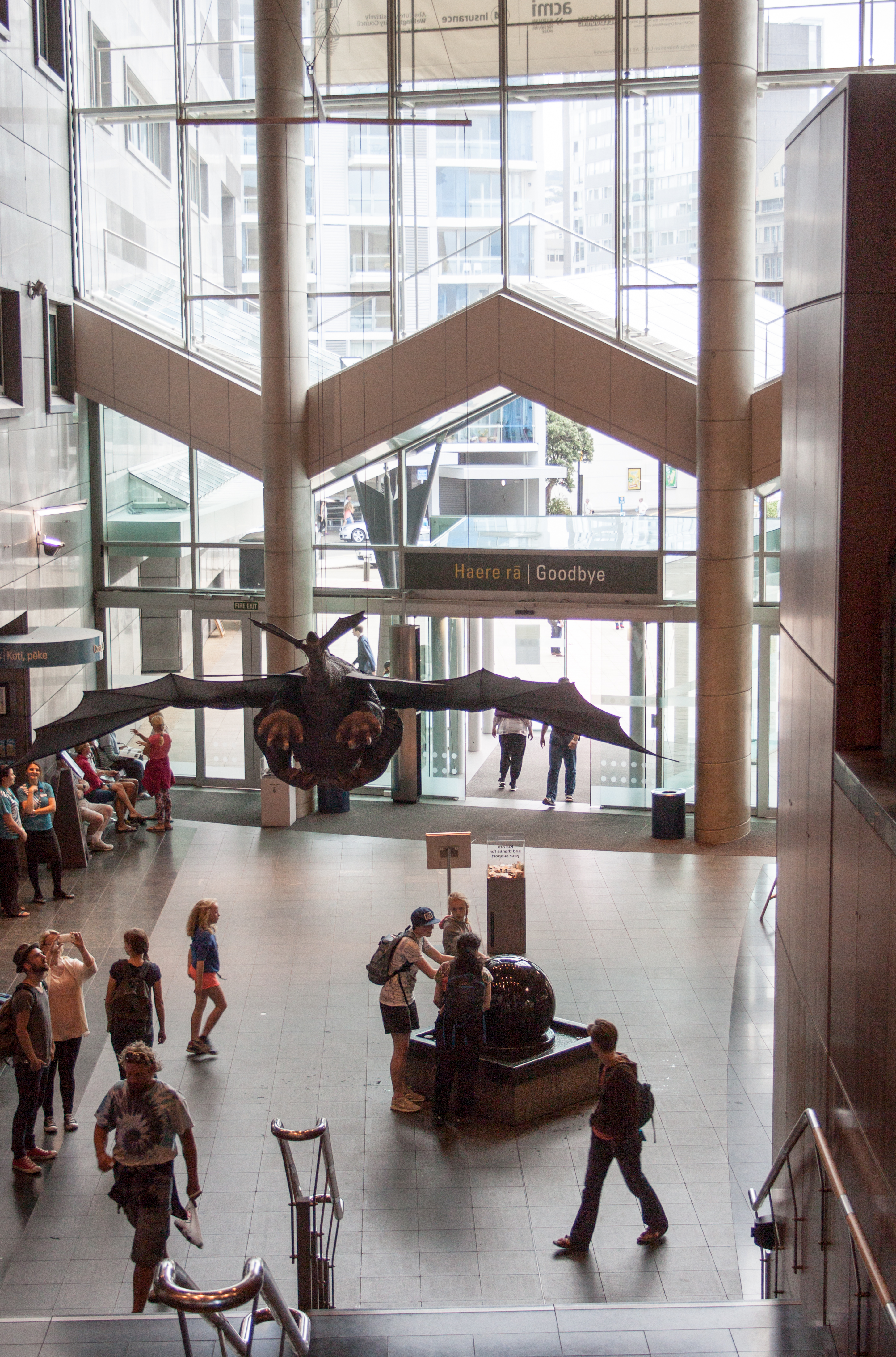

## Gyűjteményei
A Te Papa gyűjteményei rendkívül szerteágazó tematikájúak. A gyűjtemények javának fényképei, több mint 30 000 nagy felbontású fotó, hozzáférhetők a múzeum honlapján és szabadon letölthetők.
A múzeum magába foglalja a korábbi nemzeti galériát is. A ruhagyűjtemény legrégebbi darabjai a 16. századból származnak. A postai gyűjtemény körülbelül 20 000 bélyeget és más kapcsolódó tárgyat őriz. A Te Papa feladatának tartja a tágabb csendes-óceáni szigetvilág kulturális és történelmi emlékeinek gyűjtését is a Pacific Collection keretében.
A kulturális és történelmi anyagokon kívül jelentős a természettudományi gyűjtemény is. Az állattani régészeti (archaeozoológia) részleg anyaga gazdag új-zélandi fosszíliákban. A növénytani szekció mintegy 250 000 kiszárított növénymintát őriz. Az új-zélandi madarak gyűjteménye 70 000 darabot számlál. 
A természetrajzi részleg egyik különlegessége egy 495 kilogrammos, 4,2 méter hosszú preparált kolosszális kalmár (Mesonychoteuthis hamiltoni), amit 2007-ben fogtak új-zélandi halászok az antarktiszi Ross-tengerben.

### Archívumai
A múzeum irattárai külön épületben találhatók a Tory Streeten és csak kutatók számára látogathatók, külön engedéllyel. Az archívum két fő részre oszlik: a múzeum saját irattára és az itt elhelyezett más levéltárak. A múzeumi irattár anyagának kezdetei 1865-re nyúlnak vissza. Az egyéb irattári anyagok az új-zélandi kultúra és történelem neves személyiségeinek saját levéltárai, naplói, amiket a köz javára hagyományoztak.

### Könyvtára
A múzeum könyvtára, a Te Aka Matua Library szintén csak kutatók számára áll nyitva a Te pap főépületének negyedik emeletén. A könyvtár elsősorban természetesen az Új-Zélanddal és a maori kultúrával kapcsolatos témákra koncentrál, de gazdag anyaga van természettudományos, művészeti, fényképészeti és muzeológiai témákban is.

## Kiállítások
A Te Papa programja ötvözi az állandó jellegű, hosszabb távú és rövidebb időszaki kiállításokat. A hosszú távú kiállítások az Új-Zéland történetével, a maorik kultúrájával és az ország természeti világával kapcsolatosak. A fiatal látogatók érdeklődését a megfogható kiállítási tárgyakkal és az interaktív megoldásokkal is igyekeznek felkelteni, nem csak a belső terekben, hanem a környező szabad téren is.
Az időszaki kiállítások egy részére, különösen a külföldről érkezőkre jegyet kell váltani.

## Fordítás
Ez a szócikk részben vagy egészben a Museum of New Zealand Te Papa Tongarewa című angol Wikipédia-szócikk ezen változatának fordításán alapul.  Az eredeti cikk szerkesztőit annak laptörténete sorolja fel. Ez a jelzés csupán a megfogalmazás eredetét és a szerzői jogokat jelzi, nem szolgál a cikkben szereplő információk forrásmegjelöléseként.